# Datchet
Datchet est un village du Berkshire, Angleterre. Ce village est situé au bord de la Tamise, à l'est de Windsor.

## Géographie
Datchet est un village et une paroisse civile dans l'unité administrative de Windsor et de Maidenhead, dans le Berkshire. Situé sur la rive nord de la Tamise, il a fait partie du Buckinghamshire jusqu'à ce que la frontière change en 1974, étant alors transféré dans le Berkshire.
Le village s'est développé grâce à la proximité de Windsor et à la ligne ferroviaire qui le relie au Grand Londres en traversant la Tamise à Datchet. Le train a été ensuite remplacé par un pont routier au pied de High Street. Ce pont a été reconstruit trois fois, avant d'être à son tour remplacé par un pont ferroviaire desservant Windsor et deux ponts routiers en haut et en bas du village.

## Toponymie
Son nom est d'origine celtique. La seconde partie du nom peut tenir son origine de "cet" (bois). Dans le Domesday Book de 1086, il est enregistré sous le nom de Daceta.

## Histoire
Peu après la fin de la dernière glaciation quaternaire, entre 10 000 et 6 500 ans avant notre ère, et du Néolithique à la fin de la période romaine, la présence humaine est avérée.
Datchet est mentionné entre 990 et 994, lorsque le roi Ethelred attribue des terres.
Datchet Manor est dans le Domesday Book (1085-1086), il est alors détenu par Giles de Pinkney.
En 1150, l'église existe déjà. La famille Pinkney la vend à l'abbaye de St Albans, dans le Hertfordshire. L'abbé devient alors recteur ecclésiastique. Comme propriétaire de la paroisse, il a le droit de nommer des vicaires. 

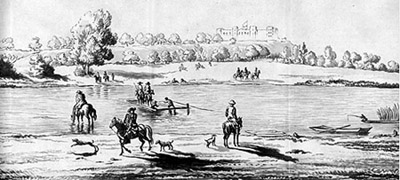
Datchet Mead et Datchet Ferry, en 1686, avec Windsor Castle en arrière-plan.

Datchet et le Queen Mother Reservoir du terrain de golf.

Un ferry a fourni une liaison plus courte de Londres au château de Windsor et a été fréquemment utilisé par la royauté. 
En 1249,  Henry III donne un grand chêne de sa forêt de Windsor destiné à la fabrication d'une barge pour la traversée de Windsor à Datchet. 
En 1350,  Edward III donne l'église de Datchet et le collège de St George, dans le cadre de la dotation de sa nouvelle église du château de Windsor. 
À l'époque de la dissolution des monastères, la Couronne confisque le presbytère qui est ensuite vendu par le Parlement, en 1659, à William Stanbridge et Thomas Roberts.
Au XVIIe siècle, le trafic vers Londres se fait via  Horton.
Des cas isolés de peste sont enregistrés à Datchet avant et après la grande peste de Londres. 
Une légende sans fondement prétend que  Charles II a logé sa maîtresse Nell Gwynne à Old Bridge House, à Datchet. (Il n'y a absolument aucune preuve pour cette histoire.) 

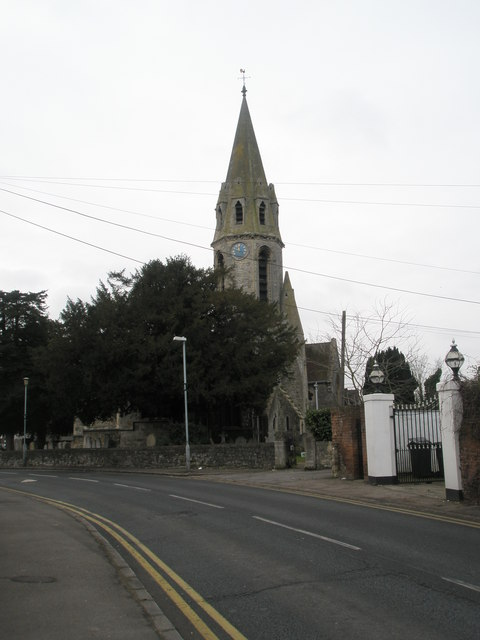
Église de la Vierge Marie à Datchet.

En 1706, le ferry qui traverse la Tamise est remplacé par un pont. Ce pont est reconstruit trois fois avant d'être démoli en 1851, lorsque la ligne de la Société LSWR a été construite, de Richmond à Windsor. 
Le trafic entre Old Windsor et Datchet se fait maintenant par une route au sud, la Southlea Road et traverse  Albert Bridge, tandis qu'une nouvelle route de Windsor a été construite à partir de la rivière et traverse le nouveau pont Victoria.
En 1742, John Montagu, 2e duc de Montagu, achète le manoir  qui appartient ensuite à sa famille jusqu'à au moins 1925. Il est possédé à une époque par le chef de la famille Montagu-Douglas-Scott, Henry Scott, 3e duc de Buccleuch.
En 1790, un atelier est construit à Holmlea Road. 
En 1820, un asile appartenant à l'hospice est transformé en magasin. 
En 1848, le premier train traverse de  Datchet à Windsor.
En 1860, la maison de la bière, The Plough, est en activité.
En 1886, (Samuel Osborne, Histoire de Datchet) Datchet est appelé « Black Datchet », en raison d'un grand nombre des personnes de mauvais comportement qui y vivent : Aylesbury Jail comprend alors un bâtiment connu sous le nom 'Datchet Wing, rempli la plupart du temps par des braconniers.
Jerome K. Jerome, dans Trois hommes dans un bateau, décrit Datchet comme une zone de villégiature de moindre importance, au bord de  la rivière. Il donne des descriptions de l'Hôtel Manor et du Royal Stag.
De 1911 à 1914, des voitures sont montées dans des ateliers de Holmlea Road ; Lord Montagu en est le propriétaire. 
En 1911, Sir Thomas Sopwith atterrit avec son avion dans Datchet, huit ans après le premier vol aux États-Unis d'Orville Wright.
Le terrain de polo des Windsor Guards, dans Horton, était à l'emplacement actuel du Queen Mother Reservoir.
En 1931, le Pavillon club est construit au bord de la rivière. Vera Lynn y chante et le 'London Set' s'y réunit. 
Edward VIII et  Wallis Simpson s'y rejoignent secrètement.

## Personnalités
XVIIIe siècle
- William Herschel (astronome de George III et découvreur de la planète Uranus) vit avec sa sœur dans une maison sur Horton Road en 1782 et de 1783 à 1785. Il occupe "The Lawn" sur Horton Road et construit un  télescope de 20 pieds dans le jardin.

XIXe siècle
- 'Hon. Evelyn Ellis  ' conduit la première voiture à moteur de Grande-Bretagne dans Southleigh route en 1895. La voiture est dans le Science Museum de Londres . Ellis est un proche du prince de Galles (plus tard le  roi Edward VII) monte dans une voiture pour la première fois avec lui.

- John Scott Montagu, lord du manoir de Datchet et Ditton, est un autre pionnier de l'automobile. Sa famille crée le National Motor Museum de Beaulieu dans le New Forest National Park.

XXe siècle
- Valentine Dyall
- Billy Cotton
- Billie Whitelaw
- Donald Pleasence
- Dame Joan Collins détient encore la maison de son défunt père, un agent théâtral.
- Barry Davies, commentateur sportif

XXIe siècle
- Danniella Westbrook
- Stephen Tompkinson

D'autres liens avec Datchet
Charles Dickens passe par la gare de Datchet quand il rend visite à une maîtresse.